# Aydın Tohumcu
Aydın Tohumcu (* 1. Februar 1943 in Bilecik; † 9. Oktober 2003 in Mersin) war ein türkischer Fußballtorhüter und -trainer. Aufgrund seiner vierzehnjährigen Tätigkeit für MKE Ankaragücü wurde er sehr mit diesem Verein assoziiert.

## Spielerkarriere

### Verein
Tohumcu begann mit dem Profifußball beim Hauptstadtverein MKE Ankaragücü. In seiner ersten Spielzeit bei Ankaragücü, der Spielzeit 1961/62, schaffte er es als Achtzehnjähriger in die Profimannschaft und spielte bei 14 Erstligapartien in der Startformation. Nachdem die zweite Saison ähnlich verlief wie die erste, eroberte er sich in der Spielzeit 1963/64 den Posten des Stammtorhüters und hatte großen Anteil daran, dass seine Mannschaft mit dem 4. Tabellenplatz in der 1. Lig die bis heute gültige beste Platzierung der Vereinsgeschichte erreichte. In der nachfolgenden Spielzeit verlor er seinen unumstrittenen Stammplatz und spielte über die gesamte Saison immer abwechselnd mit dem zweiten Torhüter Yunus Ceyhan. Nachdem Ceyhan in der Spielzeit 1965/66 gegenüber Tohumcu auf mehr Spiele kam, erreichte Tohumcu in der Spielzeit 1966/67 mehr Spieleinsätze. Zur Spielzeit 1967/68 verließ Ceyhan den Verein, sodass Tohumcu zum unumstrittenen Stammtorhüter aufstieg und es auch in die Türkische Nationalmannschaft schaffte. Seinem Verein misslang zum Saisonende der Klassenerhalt, sodass man zum ersten Mal in der Vereinshistorie in die zweithöchste türkische Spielklasse, in die 2. Lig, abstieg.
Tohumcu hielt nach dem Abstieg seinem Klub die Treue und ging mit in die 2. Lig. Hier beendete man die Spielzeit 1968/69 als Meister und erreichte somit den direkten Wiederaufstieg in die 1. Lig. Nach dem Aufstieg besiegte Ankaragücü im Qualifikationsspiel für den Başbakanlık Kupası (dt.: Premierminister-Pokal) den anderen Zweitligameister Samsunspor mit 2:0 und erhielt die Möglichkeit gegen Trabzon Sebatgücü um den Premierminister-Pokal anzutreten. Die Begegnung gegen Trabzon Sebatgücü gewann man mit 3:0 und holte das erste Mal in der Vereinshistorie diese Trophäe. In die Süper Lig wieder aufgestiegen, schaffte es Tohumcu erneut in die Nationalmannschaft. In der Saison 1971/72 schrieb Tohumcu mit seiner Mannschaft Vereinsgeschichte. So beendete man die Liga auf dem 5. Platz und erreichte die zweitbeste Platzierung der Vereinsgeschichte. Darüber hinaus erreichte man im Türkischen Fußballpokal das erste Mal das Finale. Im damals mit Hin- und Rückspiel ausgespielten Pokalfinale erreichte Ankaragücü im ersten Spiel auswärts ein 0:0 gegen Altay Izmir. Das Rückspiel gewann man mit 3:0 und wurde so zum ersten Mal in der Vereinsgeschichte türkischer Pokalsieger. Tohumcu verlor in dieser Saison seinen Stammplatz und spielte immer abwechselnd mit Baskın Soysal. Die Spielzeit 1972/73 verlief ebenfalls erfolgreich für Tohumcus Team. In der Liga wurde man Tabellenvierter und wiederholte damit die Vereinsbestmarke. Im türkischen Fußballpokal erreiche man erneut das Finale, verfehlte hier aber gegen Galatasaray Istanbul die Titelverteidigung. Mit fortlaufender Zeit spielte Tohumcu immer weniger in der Startformation und verlor seinen Platz allmählich an Soysal.
Zum Sommer 1975 verließ Tohumcu nach vierzehnjähriger Tätigkeit Ankaragücü und wechselte zum Zweitligisten Mersin İdman Yurdu. Mit diesem Verein erzielte er zum Saisonende die Meisterschaft der 2. Lig und stieg in die 1. Lig auf. Mit Mersin İY spielte er zwei weitere Jahre in der höchsten türkischen Spielklasse. Nachdem der Verein zum Sommer 1978 den Klassenerhalt verpasst hatte, beendete Tohumcu seine aktive Profifußballspielerlaufbahn.

### Nationalmannschaft
Tohumcu wurde 1962 während seiner zweiten Saison bei MKE Ankaragücü das erste Mal in die Türkische U-18-Nationalmannschaft nominiert und absolvierte im selben Jahr acht Spiele für die U-18.
Fünf Jahre nach seiner Tätigkeit bei der U-18 wurde er in den Kader der Türkischen U-21-Nationalmannschaft nominiert und absolvierte für diese ein Spiel.
1967 wurde Küçükduru im Rahmen des ECO-Cups vom damaligen Nationaltrainer Adnan Süvari in den Kader der türkischen Nationalmannschaft nominiert. Während des Turniers absolvierte er bei der am 28. November 1967 gespielten Partie gegen die Pakistanische Nationalmannschaft sein erstes Länderspiel. Zum Turnierende des ECO-Cup 1967 gewann er mit seiner Mannschaft diesen Pokal. Zwei Jahre später wurde er erneut im Rahmen des ECO-Cups in die Nationalelf berufen. Hier wurde er vom Nationalcoach Abdullah Gegiç in der Partie gegen Pakistan eingesetzt und absolvierte somit sein zweites und letztes Länderspiel. Seinem Team gelang beim ECO-Cup 1969 die Titelverteidigung.

## Trainerkarriere
Nach seiner Fußballspielerkarriere begann er als Fußballtrainer zu arbeiten. Er arbeitete fast ausschließlich in der 2. Lig und betreute hier überwiegend Vereine aus der türkischen Mittelmeerregion.

## Tod
Tohumcu verstarb am 9. November 2003 im Alter von 60 Jahren an einem Herzinfarkt. Er hatte sich bereit erklärt Mersin İdman Yurdu ein viertes Mal zu trainieren und war zur Vertragsunterschrift nach Mersin gereist. Hier erlitt er den tödlichen Herzinfarkt.

## Erfolge
Als Spieler
- Nationalmannschaft
  - ECO-Cup (2): 1967, 1969

- MKE Ankaragücü
  - Meisterschaft der TFF 1. Lig (1): 1968/69
  - Aufstieg in die Süper Lig (1): 1968/69
  - Türkischer Pokalsieger (1): 1971/72
  - Türkischer Pokalfinalist (1): 1972/73
  - Başbakanlık Kupası (1): 1969
  - TSYD-Pokal (6): 1966/67, 1967/68, 1969/70, 1970/71, 1971/72, 1973/74

- Mersin İdman Yurdu
  - Meisterschaft der TFF 1. Lig (1): 1975/76
  - Aufstieg in die Süper Lig (1): 1975/76